# Parafia greckokatolicka Narodzenia Najświętszej Maryi Panny w Ząbkach
Parafia greckokatolicka Narodzenia Najświętszej Maryi Panny w Ząbkach – parafia greckokatolicka w Ząbkach, w dekanacie warszawsko-łódzkim archieparchii przemysko-warszawskiej. Nabożeństwa odprawiane są w kaplicy rzymskokatolickiej pod wezwaniem Zesłania Ducha Świętego, położonej w pobliżu kościoła będącego siedzibą parafii rzymskokatolickiej. Parafia została powołana 29 sierpnia 2023 roku.